# Quốc lộ 3 (Campuchia)
Quốc lộ 3 (10003) là một tuyến quốc lộ của Campuchia. Với chiều dài 202 km, tuyến này nồi thủ đô Phnom Penh với Veal Rinh. Tuyến đường này đã được nâng cấp khá lớn trong nănm 2008 và tạo thành một "hành lang kinh tế Nam-Bắc" quốc tế từ Côn Minh Trung Quốc đến Bangkok ở Thái Lan.